# Vámpírkrónikák
A Vámpírkrónikák Anne Rice regénysorozata.
Anne Rice a sorozat első kötetét 1976-ban adta ki Interjú a vámpírral címen. A sorozat további kilenc kötettel rendelkezik, valamint két olyan kötettel, ami az Új vámpírtörténetek alcímet viseli.
A történet a vámpírok életét mutatja be néhány főbb szereplő által: bemutatja a vámpír lét alapjait, az őstörténetüket, az emberi léthez való viszonyulásukat, valamint a vámpírok társadalmát.

## Magyarul
- Vámpírkrónikák; Európa, Bp., 1995
  - Interjú a vámpírral; ford. Walkóné Békés Ágnes
  - Lestat, a vámpír; ford. Sóvágó Katalin
- A kárhozottak királynője. A Lestat, a vámpír folytatása; ford. Sóvágó Katalin; Dáin, Szeged, 2001
- A testtolvaj meséje. Vámpírkrónikák 4.; ford. Sóvágó Katalin; Dáin 2000, Szeged, 2004
- Memnoch, a Sátán. Vámpírkrónikák 5.; ford. Sóvágó Katalin; Dáin, Szeged, 2005
- Pandora. Új vámpírtörténetek; ford. Sóvágó Katalin; Szukits, Szeged, 2001
- Armand, a vámpír. Vámpírkrónikák VI.; ford. Sóvágó Katalin; Dáin, Szeged, 2006
- Vittorio, a vámpír; ford. Sóvágó Katalin; Szukits, Szeged, 2004
- Merrick. Vámpírkrónikák VII.; ford. Sóvágó Katalin; Dáin, Szeged, 2007
- Vér és arany. Vámpírkrónikák VIII.; ford. Sóvágó Katalin; Dáin, Szeged, 2007
- Blackwood farm. Vámpírkrónikák IX.; ford. Sóvágó Katalin; Dáin, Szeged, 2008
- Vérhozsanna. Vámpírkrónikák X.; ford. Sóvágó Katalin; Dáin, Szeged, 2008
- Lestat herceg. Vámpírkrónikák; ford. Kallai Nóra; Libri, Bp., 2015

Az Interjú a vámpírral és a Lestat a vámpír kivételével a Vámpírkrónikákat a Dáin kiadó adta ki, előbbiek az Új vámpírtörténetekkel együtt a Szukits kiadó gondozásában jelentek meg. A Lestat herceget a Libri Könyvkiadó adta ki 2015-ben.
Az Interjú a vámpírral és A kárhozottak királynője című könyvet megfilmesítették, a Lestat a vámpírból Broadway musical készült Elton John és Bernie Taupin zenéjével.
A történetbe beletartozik egy másik regényfolyam is az írónőtől mégpedig a négykötetes Mayfair-boszorkányok élete című könyvsorozat, amelynek ugyan látszólag nem sok köze van a Vámpírtörténetekhez, ám a szereplők közül több is felbukkan benne és egy nagy, logikus történetté olvasztja össze a két szálat.

## A Mayfair-boszorkányok életének kötetei
- A Mayfair-boszorkányok élete, 1-3.; ford. Sóvágó Katalin; Dáin, Szeged, 2001–2003
  - Boszorkányok órája
  - Lasher
  - Táltos

Ezek a kötetek mind megjelentek már, szintén a Dáin kiadó gondozásában. A Boszorkányok órája eredetileg egy kötet volt, ám a magyar kiadás során a terjedelemre való tekintettel a kiadó szétbontotta.